# Bolitoglossa sooyorum
Bolitoglossa sooyorum é uma espécie de anfíbio caudado pertencente à família Plethodontidae, sub-família Plethodontinae.